# Música da Libéria
A música da Libéria envolve vários gêneros diferentes. A Libéria é um país da África Ocidental. O seu património musical inclui vários gêneros importantes do pop derivado dos  vizinhos Gana e Nigéria.
A Libéria também se orgulha de uma série de músicas populares  indígenas, música cristã e suas influências da minoria de Américo-liberiano. Porque a maioria das culturas e costumes na Libéria são influenciados pelos Estados Unidos, R&B e hip-hop também são bem realizados neste país.